# RK Prolet Skopje
Maillots
Le RK Prolet, également appelé RK Tinex Prolet du nom de son sponsor, est un club de handball, situé à Skopje en Macédoine du Nord, évoluant en Super League.

## Historique
Le RK Prolet porte le nom du quartier Пролет (Prolet) — littéralement « printemps » — où il est installé depuis sa fondation en 1962. Son siège est à Tsentar, la municipalité centrale de la ville de Skopje.

### Parcours
| Saison    | Championnat | Championnat | Championnat | Coupe         | Coupe d'Europe | Coupe d'Europe    |
| Saison    | Niveau      | S.R.        | P.F.        | Coupe         | C.             | Tour atteint      |
| --------- | ----------- | ----------- | ----------- | ------------- | -------------- | ----------------- |
| 2008-2009 | 1           | ...         | ...         | ...           | non qualifié   | non qualifié      |
| 2009-2010 | 1           | ...         | ...         | ...           | C4             | Tour qualificatif |
| 2010-2011 | 1           | ...         | ...         | ...           | non qualifié   | non qualifié      |
| 2011-2012 | 1           | 2e          | 6e          | ...           | C4             | 3e tour           |
| 2012-2013 | 1           | ...         | 4e          | ...           | non qualifié   | non qualifié      |
| 2013-2014 | 1           | 2e          | 5e          | 1/2 finale    | non qualifié   | non qualifié      |
| 2014-2015 | 1           | 4e          | 4e          | 1/2 finale    | non qualifié   | non qualifié      |
| 2015-2016 | 1           | 9e          | 4e          | 1/8 de finale | C4             | 3e tour           |
| 2016-2017 | 1           | 6e          | 1er         | 1/8 de finale | non qualifié   | non qualifié      |
| 2017-2018 | 1           | 4e          | 4e          | 1/4 de finale | non qualifié   | non qualifié      |
| 2018-2019 | 1           | 4e          | 6e          | 1/4 de finale | C3             | 3e tour           |
| 2019-2020 | 1           | 3e          | NC          | NC            | non qualifié   | non qualifié      |
| 2020-2021 | 1           | 2e          | 3e          | 1/4 de finale | non qualifié   | non qualifié      |
| 2021-2022 | 1           | à venir     | à venir     | à venir       | C3             | 1er tour          |

1. ↑  Les deux clubs du pays jouant la Ligue SEHA ne participent pas à cette phase.
2. ↑  C1=Ligue des champions ; C3= Coupe de l'EHF/Ligue européenne ; C4=Coupe Challenge.
3. ↑  La phase finale n'a pas eu lieu en raison de la pandémie de Covid-19.
4. ↑  La coupe est arrêtée avant les huitièmes de finale en raison de la pandémie de Covid-19.
5. ↑  Cette saison, la première phase est jouée en deux groupes.

## Campagnes européennes
| Saison    | Compétition           | Manche                            | Date Aller       | Club                   | Aller | Total | Retour | Club                   | Date Retour      |
| --------- | --------------------- | --------------------------------- | ---------------- | ---------------------- | ----- | ----- | ------ | ---------------------- | ---------------- |
| 2009-2010 | Coupe Challenge (C4)  | Tour qualificatif Groupe D à Plav | 9 octobre 2009   | RK Berane (en)         |       | 29-22 |        | RK Tinex Prolet Skopje | -                |
| 2009-2010 | Coupe Challenge (C4)  | Tour qualificatif Groupe D à Plav | 10 octobre 2009  | RK Tinex Prolet Skopje |       | 30-30 |        | Xico Andebol (en)      | -                |
| 2009-2010 | Coupe Challenge (C4)  | Tour qualificatif Groupe D à Plav | 11 octobre 2009  | RK Tinex Prolet Skopje |       | 61-20 |        | Olympia HC (en)        | -                |
| 2011-2012 | Coupe Challenge (C4)  | Troisième tour                    | 2 décembre 2011  | Tinex Prolet Skopje    | 19-27 | 39-52 | 20-25  | Wacker Thoune          | 3 décembre 2011  |
| 2015-2016 | Coupe Challenge (C4)  | Troisième tour                    | 28 novembre 2015 | RK Prolet              | 20-24 | 42-51 | 22-27  | KV Sasja HC Hoboken    | 29 novembre 2015 |
| 2018-2019 | Coupe de l'EHF (C3)   | Troisième tour                    | 13 novembre 2018 | HC Baník Karviná       | 26-22 | 58-47 | 32-25  | RK Prolet 62           | 14 novembre 2018 |
| 2021-2022 | Ligue européenne (C3) | Premier tour                      | 3 septembre 2021 | RK Prolet 62           | 21-36 | 50-63 | 29-27  | BM Granollers          | 4 septembre 2021 |

Le RK Prolet n'a jamais joué à domicile. En 2009, le mini-tournoi était accueilli par le club monténégrin. Lors des quatre éditions suivantes, les Skopiotes ont laissé leurs adversaires accueillir les deux rencontres.